# Спектроскопия высокого разрешения характеристических потерь энергии электронами

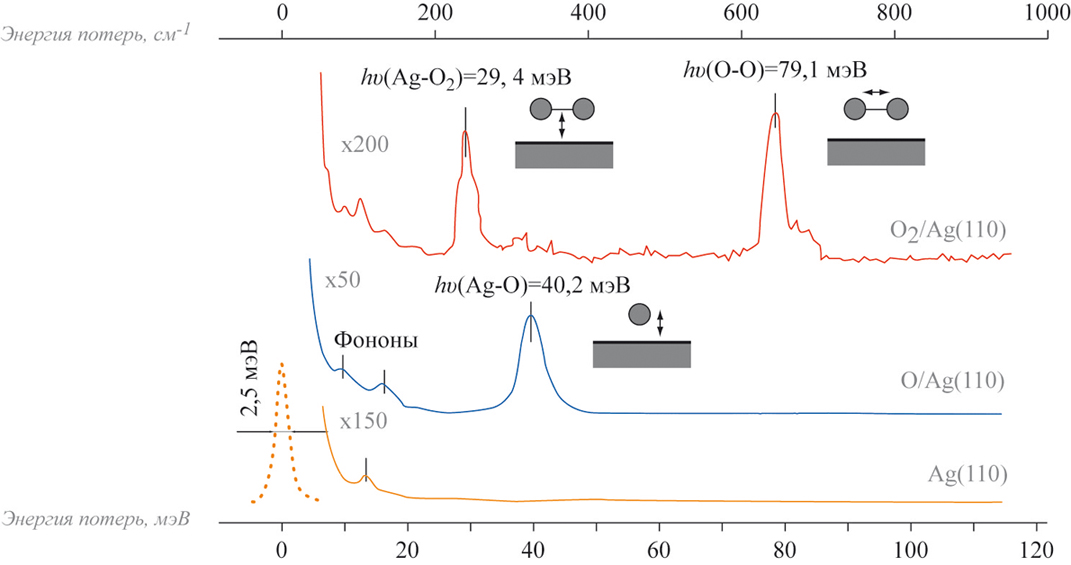
Изучение методом СХПЭЭ-ВР адсорбции кислорода на поверхности серебра. В случае адсорбции при комнатной температуре (средний спектр) наблюдается характерный пик при 40,2 мэВ, который соответствует колебательной моде O–Ag, что отражает диссоциацию молекул O2. В случае экспозиции образца в O2 при 100 K (верхний спектр) происходит молекулярная адсорбция O2; характерные пики при 29,4 мэВ и 79,1 мэВ соответствуют колебательным модам Ag–O2 и O–O, соответственно. Спектр чистой поверхности Ag(110) (нижняя кривая) приведен для сравнения [2].

Спектроскопия высокого разрешения характеристических потерь энергии электронами сокр. СХПЭЭ-ВР (англ. high-resolution electron energy loss spectroscopy сокр., HREELS) — разновидность спектроскопии характеристических потерь энергии электронами, объектом анализа которой являются потери на возбуждение колебаний атомов поверхности твердого тела и адсорбатов на ней.

## Описание
Поскольку потери на возбуждение атомов поверхности и адсорбата составляют обычно доли электрон-вольта, то соответствующие им пики отстоят очень близко от упругого пика, и для их наблюдения необходимо очень высокое разрешение по энергии. Для достижения этой цели используют монохроматоры при формировании первичного пучка электронов и анализаторы с высоким разрешением по энергиям для регистрации спектров рассеянных от образца электронов.
СХПЭЭ-ВР проявила себя как мощный метод исследования адсорбции атомов и, особенно, молекул на поверхности твердых тел. Она позволяет идентифицировать тип адсорбата и дает информацию о геометрии его химических связей. Рассмотрение обычно основывается на сравнении колебательных мод, измеренных с помощью СХПЭЭ-ВР, с известными колебательными спектрами молекул, измеренными в газовой фазе с помощью ИК-спектроскопии или рамановской спектроскопии.
При помощи СХПЭЭ-ВР обычно решают следующие задачи.
1. Идентификация типа адсорбата. Поскольку каждая молекула характеризуется набором определенных колебательных мод, на основе спектров ХПЭЭ-ВР можно идентифицировать тип адсорбата. На примере, приведенном на рис., демонстрируется возможность различить адсорбцию кислорода в виде атомов O и молекул O2.
2. Идентификация мест адсорбции. Об этом можно судить на основе колебательных мод, соответствующих определенной связи между атомами адсорбата и подложки. Например, в случае адсорбции органической молекулы на поверхности GaAs появление колебательных мод, соответствующих связи As–H, указывает на то, что именно атомы As являются местами адсорбции.
3. Определение ориентации адсорбированных молекул в пространстве. Использование различных геометрий рассеяния позволяет, в частности, определить, ориентированы ли определенные химические связи параллельно или же перпендикулярно поверхности.